# Sackboy: A Big Adventure
Sackboy: A Big Adventure (llamado Sackboy: la gran aventura en Hispanoamérica y Sackboy: Una aventura a lo grande en España) es un videojuego de plataformas desarrollado por Sumo Digital y distribuido por Sony Interactive Entertainment. Un spin-off de la serie LittleBigPlanet, sigue a Sackboy, y cuenta con plataformas 3D en lugar de 2.5D en las entradas anteriores. Fue lanzado para PlayStation 4 y PlayStation 5 en noviembre de 2020 y Windows en octubre de 2022.

## Jugabilidad
Sackboy: A Big Adventure es un videojuego de plataformas. A diferencia de las entregas anteriores de LittleBigPlanet con plaqueado 2.5D, presenta una gama de perspectivas y movimiento 3D.Los jugadores controlan a Sackboy en mapas del mundo que dan acceso a una multitud de niveles de plataformas y contenido adicional. A medida que Sackboy completa cada etapa, se desbloquean otras nuevas, lo que le permite progresar más. Todos los niveles contienen objetos coleccionables llamados Orbes de Soñador que deben recolectarse en masa para progresar hasta el final del juego.
El conjunto de movimientos de Sackboy se ha ampliado considerablemente con respecto a las entradas anteriores y los jugadores ahora pueden golpear a voluntad, rodar, caer en picado, recoger objetos y saltar aleteando, por nombrar algunos. Los movimientos se pueden encadenar para crear combos que permitan a los jugadores hábiles viajar mayores distancias. Cada nivel del juego emplea una serie de objetos interactivos que requieren al menos uno de los movimientos de Sackboy para progresar. Sackboy también tiene acceso a múltiples escenarios donde puede usar nuevos potenciadores. El gancho de agarre, ahora llamado cuerda de garra, regresa de LittleBigPlanet 2, lo que permite a Sackboy agarrarse a objetos desde lejos, la herramienta giratoria es un dispositivo similar a un boomerang que se puede lanzar para derrotar a los enemigos y romper objetos y, finalmente, las bombas de plasma permiten a Sackboy flotar en el aire y disparar ráfagas de energía.

## Creación de contenido
El juego no cuenta con ningún modo de creación similar a las entradas de LittleBigPlanet, solo hace ciertos guiños a él a través de coleccionables. Los jugadores aún pueden personalizar su Sackboy a través de la tienda de ZomZom. ZomZom es una mercería ambulante que regresa después de su aparición en LittleBigPlanet 3. En su tienda, los jugadores pueden comprar nuevos trajes, probarse trajes coleccionados e incluso pintar piezas de disfraces. Los disfraces creados por el jugador se pueden guardar y luego están disponibles para elegir cuando se ingresa a un nivel.

## Multijugador
El juego es totalmente jugable tanto en multijugador local como en línea, lo que permite que hasta cuatro jugadores experimenten el juego juntos. Hay etapas en cada mundo que requieren Que varios jugadores entren y están diseñadas específicamente para que los jugadores trabajen juntos para progresar. Originalmente, el juego no se enviaba con funcionalidad en línea. La función se agregó en un parche un mes después, el 17 de diciembre de 2020

## Desarrollo
Sackboy: A Big Adventure es desarrollado por Sumo Digital, quien previamente desarrolló LittleBigPlanet 3, y ésta futura entrega es distribuida por Sony Interactive Entertainment. Es la continuación de la serie LittleBigPlanet.

## Lanzamiento
El juego se anunció el 11 de junio de 2020 en el evento de revelación de PlayStation 5. La edición de PlayStation 4 y las fechas de lanzamiento del juego se anunciaron en una publicación de blog el 16 de septiembre de 2020. Está programado para su lanzamiento el 12 de noviembre de 2020 y el 19 de noviembre de 2020.

## Recepción
Sackboy: A Big Adventure recibió "críticas generalmente positivas" según el agregador de reseñas de Metacritic, que afirma que "el héroe icónico de PlayStation, Sackboy, regresa en una nueva aventura en 3D con un esquema de control profundamente envolvente y expresivo. Los jugadores pueden emprender este viaje de plataformas épico en solitario, o pueden formar equipo con amigos para divertirse en modo colaborativo y caótico en el modo multijugador".